# Obléhání Kutné Hory (1402–1403)
Obléhání Kutné Hory roku 1402 bylo úspěšnou obléhací operací uherských a českých vojsk tehdejšího uherského krále Zikmunda Lucemburského dobýt královské město Kutná Hora v prosinci 1402 a lednu 1403 loajální českému králi Václava IV. Město se posléze útočníkům vzdalo, bylo vydrancováno a vypleněno. Šlo o jeden z nejvýznamnějších střetů tzv. moravských markraběcích válek.

## Předehra
V únoru 1402 se Zikmund Lucemburský chopil příležitosti uchvátit moc v Českém království na úkor svého staršího bratra Václava IV. Na jeho popud společenství šlechticů známé jako Panská jednota zosnovalo 6. března 1402 krále Václava a Zikmund jej o pár měsíců později ve spojení s Albrechtem IV. Rakouským nechal uvěznit ve Vídni. Záhy poté se České království propadlo do násilné občanské války mezi stoupenci obou bratrů. Město Kutná Hora, druhé největší město v zemi a zdroj bohatství díky zdejším stříbrným dolům a zde pracující horníci zůstali věrni svému králi Václavu IV. a prohlásili krále Zikmunda za nepřítele.

## Obléhání
Koncem listopadu 1402 zorganizoval Zikmund válečné tažení uherských, kumánských a jemu loajálních českých vojsk k tažení do středních Čech s cílem dobýt Václavovi věrnou Kutnou Horu a jejím dobytím oslabit Václavovy spojence. Uherský král taktéž sepsal dopis českým šlechticům a městům v Čechách, aby mu přišlli na pomoc: ti, kteří odmítli, byly považováni za nepřátele. U Kolína se následně shromáždilo více než 20 tisíc mužů s cílem zaútočit na města Kolín, Poděbrady a zejména na strategicky významnou Kutnou Horu. Zikmund zahájil útok na Kutnohorsko 3. prosince 1402 s přibližně 12 tisíci vojáky.
| „                    | Zikmund', z Boží milosti uherský král, markrabě braniborský, generální vikář Svaté říše římské a místodržící Českého království. Milovaní věřící, po našem odchodu z Čech, když jsme se s nejjasnějším knížetem, naším nejdražším bratrem, pánem Václavem, králem římským a českým, vydali na cestu do Itálie, abychom obnovili čest říše a získali zpět naše císařské koruny, vypuklo v celém království velké a velmi škodlivé nepokoje, natolik, že jsme ze strachu o samotnou bezpečnost království byli nuceni opustit naši cestu a vrátit se do Čech kvůli synům Belialovi, původcům této zkázy. Přišli jsme tedy s velkou vojenskou silou, vedenou Nejvyšším, do Kolína na Labi, abychom zničili a vyhnali rebely, ničitele zmíněného království, a abychom tam s Boží pomocí obnovili věčný mír. Proto prosíme Vaše věrné Milosti, abyste, jakmile se o těchto darech dozvíte, učinili opatření k okamžitému příchodu se svými muži, jakož i s válečnými stroji, děly a veškerým vojenským vybavením potřebným k útoku. Budete si také muset zajistit kameníky a tesaře pro náš sestup na pláň blízko Kutné Hory, jak jste k tomu zavázáni přísahou, kterou jste složili, že budete bránit spravedlnost království a poslouchat nás. Jinak vás budeme považovat za nepřátele míru a budeme vás stíhat jako veřejné nepřátele království. Píšeme rovněž ostatním městům, baronům a všem zúčastněným osobám a žádáme vás také, abyste tuto žádost veřejně předložili rytířům a vazalům vašeho kraje. Uvedeno v prosinci. | “ |
| — Monumenta Bohemiae | |   |

Kutnohorská městská rada nařídila všeobecnou mobilizaci vojáků na jeho obranu. Tehdejší kutnohorský nejvyšší mincmistr Konrád z Vechty, pozdější pražský arcibiskup, shromáždil horníky, z nichž velká většina zůstala věrná králi Václavovi. Město bylo obleženo v prvních prosincových dnech roku 1402, první útoky obránců byly nicméně odraženy. Zikmundovo vojsko kromě obléhacích bojů taktéž drancovalo okolí a svedlo několik menších střetů s Václavovými loajalisty, mj. při obléhání a pravděpodobném dobytí tvrze Suchdol nedaleko města, při kterém 27. prosince 1402 zahynul velitel pražských oddílů a vysoce postavený Zikmundův hejtman Markvart II. z Úlic. Kutnohorští obránci vzdorovali obléhatelům necelé dva měsíce, v lednu 1403 se potom město Zikmundovým silám vzdalo a otevřelo jim své brány.

## Důsledky
Po obsazení Kutné Hory Zikmundovými silami bylo město vydrancováno a poničeno. Představitelé a obránci města byli vítězným vojskem potupně odvedeni do Zikmundova vojenského tábora jižně od Kolína, kde se nuceně podvolili jeho autoritě. Historik František Palacký ve svém díle Dějiny národu českého v Čechách a v Moravě uvádí, že Kutnohorští byli nuceni prosit o Zikmundovo slitování klečíce v bahně. Z Kutné Hory bylo odneseno téměř veškeré bohatství, včetně majetků uchovávaných ve zdejším Vlašském dvoře. Městskému královskému dvoru Zikmund uložil vysokou pokutu, která měla pokrýt opravy poškozených budov, přestože velkou část těchto škod způsobili útočící vojáci.
Uherští vojáci pokračovali v pustošení a drancování venkova až do února 1403, kdy Zikmund opustil Kutnou Horu v důsledku vypuknutí povstání v Uhrách, poslední jeho jednotky však z Čech odešly až v létě. Roku 1404 byla moc Václava IV., který uprchl z vídeňského zajetí, v Českém království obnovena a Kutná Hora pak opět byla věrná jemu.

## V populární kultuře
Město v době bojů mezi stoupenci Václava a Zikmunda posloužilo jako součást prostředí videohry Kingdom Come: Deliverance II z roku 2025. Stejně tak hra pracuje s některými dobovými událostmi, včetně zobrazení obléhání tvrze Suchdol v prosinci 1402.